# Henok Mulubrhan
Henok Mulubrhan (11 november 1999) is een Eritrees wielrenner.

## Carrière
In februari 2018 won Mulubrhan de laatste etappe in de Ronde van de Belofte, een nieuw opgerichte Kameroense etappekoers voor beloften. In diezelfde etappe verzamelde hij ook genoeg punten om de leiding in het bergklassement over te nemen van Joseph Areruya.
Grote successen behaalde Mulubrhan op de Afrikaanse kampioenschappen wielrennen. Hij won hier onder andere de wegwedstrijd in 2022, 2023 en 2024. Daarnaast behaalde hij ereplaatsen in de tijdritten.

## Overwinningen
2018
4e etappe Ronde van de Belofte
Bergklassement Ronde van de Belofte
2022
 Afrikaans kampioen op de weg, elite
 Afrikaans kampioen ploegentijdrit (TTT)
2023
3e en 8e etappe Ronde van Rwanda
Eindklassement Ronde van Rwanda
 Afrikaans kampioen op de weg, elite
7e etappe Ronde van het Qinghaimeer
Eind- en puntenklassement Ronde van het Qinghaimeer
2024
Puntenklassement Ronde van het Qinghaimeer
 Afrikaans kampioen op de weg, elite
2025
1e etappe Ronde van Rwanda
6e etappe Ronde van Qinghai
Eind- en puntenklassement Ronde van Qinghai

## Resultaten in voornaamste wedstrijden
| Jaar | Ronde van Italië | Ronde van Frankrijk | Ronde van Spanje |
| ---- | ---------------- | ------------------- | ---------------- |
| 2022 |                  |                     |                  |
| 2023 | 86e              |                     |                  |
| 2024 | 47e              |                     |                  |

| Jaar | Milaan-San Remo | Ronde van Lombardije | Eschborn-Frankfurt |  | WK op de weg |
| ---- | --------------- | -------------------- | ------------------ |  | ------------ |
| 2022 |                 | opgave               |                    |  | opgave       |
| 2023 | 162e            | 113e                 | 36e                |  | opgave       |
| 2024 |                 |                      |                    |  | opgave       |
| 2025 |                 |                      | 50e                |  |              |

| Jaar | Tour Down Under | Ronde van Rwanda | Ronde van Catalonië | Critérium du Dauphiné | Ronde van Romandië | Ronde van Polen | Ronde van Qinghai |
| 2019 |                 | 12e              |                     |                       |                    |                 |                   |
| 2020 |                 | 9e               |                     |                       |                    |                 |                   |
| 2021 |                 |                  |                     |                       |                    |                 |                   |
| 2022 |                 | 5e               |                     |                       |                    |                 |                   |
| 2023 |                 | ↑ (2)            |                     |                       |                    |                 | ↑ (1)             |
| 2024 |                 |                  | 72e                 |                       | 46e                | 67e             | 4e                |
| 2025 | 31e             | ↑ (1)            | 88e                 | 68e                   |                    |                 | ↑ (1)             |

## Ploegen
- 2020 –  NTT Continental Cycling Team
- 2021 –  Team Qhubeka
- 2022 –  Bike Aid (tot 30 maart)
- 2022 –  Bardiani-CSF-Faizanè (vanaf 21 april)
- 2023 –  Green Project-Bardiani-CSF-Faizanè
- 2024 –  Astana Qazaqstan Team
- 2025 –  XDS Astana Team

Battaglin · Bonillo · Cañaveral · Colnaghi · Covili · El Gouzi · Fiorelli · Gabburo · Marcellusi · Martinelli · Mazzucco · Modolo · Mulubrhan (vanaf 21/4) · Nieri · Pellizzari · Pinarello · Rastelli · Santaromita · Tarozzi · Tolio · Tonelli · Trainini (tot 5/4) · Visconti (tot9/3) · Zana · Zanoncello · Zoccarato · Magli (stagiair)
Bonillo · Colnaghi · Conforti · Covili · El Gouzi · Fiorelli · Gabburo · Lucca · Magli · Marcellusi · Martinelli ·  Mulubrhan · Nieri · Paletti · Pellizzari · Petrucci (tot 9/2) · Pinarello · Rastelli · Santaromita · Scalco · Scott (tot 20/7) · Tarozzi · Tolio · Tonelli · Zanoncello · Zoccarato · Cadena (stagiair) · Cavallo (stagiair) · Rojas (stagiair)
Ballerini · Battistella · Bettiol (vanf 15/8) · Bol · Brusenskii · Cavendish · Charmig · Fjodorov · Fortunato · Garofoli · Gazzoli · Giditş · Groezdev · Kanter · Koezmin · López · Loetsenko · Maroechin · Mulubrhan · Mørkøv · Pronskii · Scaroni · Schelling · Selig · Syritsa · Tejada · Tsjzjan · Umba · Velasco · Vinokoerov · Goyo (stagiair) · Smirnov (stagiair) · Trezise (stagiair)